# Hypodynerus arechavaletae
Hypodynerus arechavaletae är en stekelart som beskrevs av Brethes 1903. Hypodynerus arechavaletae ingår i släktet Hypodynerus och familjen Eumenidae. Inga underarter finns listade i Catalogue of Life.